# Universidad Regiomontana
La Universidad Regiomontana (U-ERRE), situada en el centro de la ciudad de Monterrey (México), fue fundada el 8 de julio de 1969. La Universidad cuenta con un sistema tetramestral en los planes de bachillerato en Prepa Centro, carreras profesionales y maestrías mientras que en Valle Alto han incursionado en bachillerato de modalidad semestral.
Sus planes de estudio están diseñados para preparar profesionales críticos, innovadores y competentes a través de las premisas «aprender a aprender», «aprender a hacer» y «aprender a ser».
Refuerzan el uso de la herramienta computacional y el empleo efectivo del idioma inglés. Se apoyan en Internet como medio de acceso a la información internacional e incluyen la realización de proyectos de Desarrollo de Competitividad para el Trabajo -DCT- que permiten trabajar en empresas, bajo la supervisión del maestro, en la solución de problemas reales. Las materias que se cursan tienen su equivalencia en créditos. El alumno puede optar por inscribir solo los créditos que pueda cursar dependiendo de su disponibilidad de recursos económicos y de tiempo.
La Nueva Universidad Regiomontana ofrece estudios de preparatoria, de profesional y de postgrado, en las áreas de Ciencias Económicas y Administrativas, Humanidades y Ciencias Sociales e Ingeniería y Arquitectura.
En 2013 se elaboró un plan de reestructuración de la Universidad Regiomontana, el cual comprende una serie de cambios para evolucionar e impartir la educación superior a una de clase mundial.

## Acreditaciones
- FIMPES: Federación de Instituciones Mexicanas Particulares de Educación Superior

- ISO 9001-2000: Organización Internacional de Normalización

- CONFEDE: Consejo Nacional para la Acreditación de la Educación Superior en Derecho A. C.

- CONAC: Consejo Acreditación de la Comunicación A.C

- CONAET: Consejo Nacional para la Calidad de la Educación Turística, A.C.

- GATE: Global Alliance for Transnational Education

- CACEI: Consejo de Acreditación de la Enseñanza de la Ingeniería, A.C.

- CONAIC: Consejo Nacional de Acreditación en Informática y Computación, A.C.

- CACECA: Consejo de Acreditación en la Enseñanza de la Contaduría y Administración, A.C.

- CNEIP: Consejo Nacional de Enseñanza e Investigación en Psicología, A.C.

## Oferta educativa

### Preparatoria
El Modelo Educativo de la Prepa U-ERRE promueven la formación integral a través de actividades culturales, deportivas, de reflexión, del aprendizaje del idioma inglés y un tercer idioma, desarrollo de proyectos, además de materias electivas que vinculan a los alumnos a carrera en las áreas de Ingeniería, Arquitectura y Tecnología; Administración y Negocios; Ciencias Sociales y Humanidades, reafirmando su orientación profesional.
- Bachillerato Bicultural
- Bachillerato Multicultural
- Bachillerato Internacional

### Profesional
Las carreras en U-ERRE responden a la identidad profesional que desea el estudiante, a sus expectativas, las oportunidades de trabajo y las necesidades de la sociedad. Aseguran la formación de nuestros alumnos y egresados, a la vez que fomentan la innovación con visión empresarial.  Se divide en 3 áreas: Humanidades. Negocios e Ingeniería.
- Arquitectura
- Ing. Civil
- Ing. en Tecnologías Computacionales
- Ing. en Energía Eléctrica
- Ing. en Energía Sostenible
- Ing. en Mecatrónica
- Ing. en Petroquímica
- Ing. en Química
- Ing. Industrial y de Sistemas

- Ing. Mecánico Administrador

- Ing. Mecánico Electricista

- Lic. en Administración de Empresas
- Lic. en Administración de Empresas Turísticas
- Lic. en Administración Gastronómica
- Lic. en Animación Digital
- Lic. en Ciencias de la Educación con Acentuacion en Enseñanza Bilingüe
- Lic. en Ciencias Jurídicas

- Lic. en Comunicación Social
- Lic. en Contador Público Estratégico
- Lic. en Diseño Gráfico Digital
- Lic. en Economía

- Lic. en Finanzas

- Lic. en Gerencia Global de Negocios
- Lic. en Mercadotecnia
- Lic. en Negocios Internacionales
- Lic. en Nutrición y Salud
- Lic. en Psicología

### Posgrado
El Posgrado U-ERRE está diseñado para asegurar la pertinencia en el mercado laboral y la intervención en el entorno para desarrollar sentido crítico, visión de alcance y conducta proactiva; para dimensionar decisiones competitivas.
- Administración de Procesos Industriales
- Administración de Seguridad y Salud Ocupacional
- Administración, acentuación en Desarrollo Organizacional, Finanzas, Finanzas Internacionales, Gerencia Global, Mercadotecnica, Mercadotecnia Internacional, Negocios Internacionales, Recursos Humanos.
- Comunicación
- Derecho de la Empresa, Energía, Fiscal, Laboral, Privado
- Desarrollo de Capital Humano, Virtual
- Dirección y Gestión de Instituciones Educativas, Virtual
- Educación con acentuación en Educación Superior
- Educación con acentuación en Psicología Educativa

- Energía Sostenible
- Gestión de Recursos Energéticos
- Logística
- Logística, Virtual
- Psicología de la Salud
- Responsabilidad Social Corporativa
- Responsabilidad Social Corporativa, Virtual
- Tecnologías de la Información, con acentuación en Sistemas de Información, Tecnología de Software, Telemática.

### Educación Continua
La Dirección de Educación Continua y Ejecutiva busca el desarrollo de competencias para el trabajo con un formato de alta calidad a través de programas académicos, cursos-talleres, diplomados, certificaciones, impartidos por instructores altamente capacitados en las diferentes áreas.

## Rectoría
Actualmente el Actuario Ángel Casán Marcos, es Presidente del Consejo de Directores U-ERRE desde mayo de 2012 y Rector de la Nueva Universidad Regiomontana desde julio del 2012 en sustitución del Ingeniero Rodrigo Guerra Botello quien estuvo al frente por más de 11 años, Casán es el séptimo rector al frente de la universidad.

## Alumnado
La Nueva Universidad Regiomontana siempre se ha interesado en atraer alumnos de todos los niveles económicos. Cuenta con un total aproximado de 8,000 alumnos.[cita requerida]

## Grupos estudiantiles
El Departamento de Grupos Estudiantiles invita a los alumnos a crear e integrarse a equipos de trabajo formados por estudiantes que se identifican por un mismo interés, comparten un objetivo en común y brindan a la comunidad estudiantil espacios de participación para compartir este objetivo, realizando actividades que enriquecen su experiencia y la de los que interactúan en ellas.
Mesas directivas / Consejos estudiantiles
1. Arquitectura.
2. Ingeniería en Mecatrónica.
3. Ingeniería Química.
4. Ingeniería Industrial y Sistemas.
5. Licenciado en Administración Gastronómica y Turística /Licenciado en Administración de Empresas Turísticas.
6. Licenciado en Economía.
7. Licenciado en Educación Bilingüe.
8. Licenciado en Estudios Políticos.
9. Licenciado en Ciencias Jurídicas.
10. Licenciado en Comunicación Social.
11. Licenciado en Contaduría Pública.
12. Licenciado en Mercadotecnia.

Asociaciones de temas específicos y capítulos universitarios
1. Club de fotografía.
2. Comisión de eventos.
3. Federación de Estudiantes de Tamaulipas (FETAM).
4. Grupo de Usuarios de Linux de la Nueva Universidad Regiomontana (GUL-U-ERRE)
5. Huracán de Ayuda U-ERRE
6. Instituto Mexicano de Ejecutivos de Finanzas (IMEF).
7. Jóvenes por la Vida.
8. Jóvenes Unidos por Nuevo León, Capítulo Universitario U-ERRE (JUxNL).
9. Nueva Fuerza.
10. Sección Estudiantil del Instituto Mexicano de Ingenieros Químicos (SEIMIQ).
11. Unión Social de Empresarios de México, Capítulo Universitario U-ERRE (USEM).
12. Unión Universitaria
13. Voluntad Jaguar

## Deportes
La Nueva Universidad Regiomontana cuenta con diversos equipos representativos en torneos nacionales como CONADEIP o CONDE.[cita requerida] Sus deportes con mayor auge son Béisbol y Voleibol donde se han alcanzado campeonatos nacionales, en Basquetbol (varonil y femenil), Fútbol Rápido, Fútbol Soccer y Taekwondo han participado en torneos nacionales e internacionales.[cita requerida]
En año 2010 se creó la Liga PREMIER de Fútbol Americano de la Conadeip, participando la Nueva Universidad Regiomontana.[cita requerida]

## Intercambios
La Universidad Regiomontana ofrece distintos programas a sus alumnos dándoles la oportunidad de internacionalizar su perfil, al estudiar parte de su carrera, estudiar idiomas, o realizar prácticas profesionales en otro estado y/o país, permitiéndole desarrollar competencias, así como adquirir conocimientos y perspectivas a nivel global. La U-ERRE cuenta con convenios en más de 57 países del mundo.
El intercambio nacional.
El intercambio nacional permite a nuestros alumnos estudiar temporalmente en universidades mexicanas fuera del Estado de Nuevo León. Al aplicar a este intercambio, los alumnos pueden también solicitar una beca de movilidad nacional Santander – Universia.
El intercambio internacional.
La Universidad Regiomontana cuenta con convenios con universidades extranjeras los cuales hacen posible que un número determinado de alumnos estudien temporalmente fuera del país. Las plazas disponibles en cada universidad están en función del número de alumnos de cada universidad extranjera que vengan a estudiar temporalmente a las diferentes facultades de la U-ERRE.
Doble titulación.
Dentro del programa de Convenio Directo se encuentra el programa de Doble Titulación, el cual te permite estudiar parte de tu carrera en la Universidad Regiomontana y la otra parte en alguna de las universidades en el extranjero con las que se tienen este tipo de convenio, al finalizar recibirás el título de ambas instituciones.
Programa DAAD para Ingenieros.
Beca Internacional Especial para estudiar en Alemania durante un año académico.
Curso de alemán intensivo en Alemania de 2 meses
Estudios durante un semestre a una universidad alemana
Prácticas profesionales de 4-5 meses en empresa alemana o continuar en la universidad (materias o trabajo de investigación)
Cursos de idiomas en el extranjero.
Con este programa podrás estudiar distintos idiomas, desde una semana hasta todo un año en distintos países. Los idiomas disponibles son Inglés, Alemán, Francés, Italiano y Mandarín. No es necesario que seas alumno inscrito de la U-ERRE para poder participar. El trámite se deberá hacer al menos un mes y medio antes de la fecha de salida.
Diplomados y Certificaciones en el extranjero.
El departamento de Asuntos Internacionales tiene para ti la opción de cursar desde una semana y hasta por un mes cursos de corta duración en diferentes áreas con la finalidad de obtener una visión internacional de tu carrera profesional y convalidar materias de la misma. (Pregunta por las convalidaciones).

## Difusión cultural
Difusión Cultural es un espacio de formación profesional y personal para nuestros alumnos en donde se les brinda la oportunidad de crear, expresar, producir, exponer y apreciar manifestaciones artísticas-culturales, dentro de un marco de armonía e integridad. Difusión Cultural ofrece más de 25 talleres de artes escénicas, musicales, plásticas, literarias y de desarrollo humano. Además, dicho departamento organiza destacados eventos como obras de teatro, recitales musicales exposiciones de pintura, conciertos, entre otros.
Los alumnos tienen la oportunidad de presentarse no solo dentro de la comunidad universitaria, sino en diferentes escenarios culturales, representando a nuestra institución y fortaleciéndose profesionalmente.

## Planteles / edificios
La universidad cuenta con varios edificios para la enseñanza a nivel Profesional, Posgrado y Educación Continua, identificados como Aulas I, Aulas II y Aulas III, en ellos se encuentran nuevos espacios de aprendizaje como son los Laboratorios de Aprendizaje, de igual forma, en el área metropolitana se localizan tres Unidades de Nivel Preparatoria (Prepa Centro, Prepa Roma y Prepa Guadalupe).

### Campus urbano
La Nueva Universidad Regiomontana, se basa en el plan de desarrollo, que contempla la conexión y seguridad intercampus.
Está ubicada en el corazón de la ciudad, con facilidad para poder llegar desde cualquier punto y con cualquier medio de transporte, ya sea que utilice el metro, camión, automóvil propio, bicicleta o simplemente caminando, el campus U-ERRE cuenta con buena accesibilidad. Este proyecto forma parte del desarrollo y rehabilitación de la Zona Centro de Monterrey, construyendo o remodelando por completo sus instalaciones.
CEDAE (Centro de Desarrollo Académico y Estudiantil). Cuenta con diversas áreas para el desarrollo del alumnado, como centro de convenciones, salones multifuncionales, oficinas administrativas, áreas de juegos de mesa, comedor. Se localiza en el primer piso el Laboratorio de Aprendizaje. El diseño del edificio es del arquitecto Bernardo Hinojosa y fue premiado por su obra.
Laboratorio de Activación U-ERRE.
Como nueva adición a la infraestructura de la universidad, el Laboratorio de Activación es el gimnasio de la Universidad Regiomontana, ubicado donde alguna vez estuvo el noveno piso de estacionamiento en el edificio de Ingeniería. Cuenta con maquinaria para ejercicios desde cardio hasta pesas, además de contar con clases diversas de paga como capoeira y air box. El uso del gimnasio es gratuito para los estudiantes, con como únicas condiciones: no tener adeudos de ningún tipo y llevar mínimo tres materias presenciales.

### Nuevos espacios
Los espacios de U-ERRE cuentan con un diseño modular creado para ser configurado dependiendo su uso, estimular la creatividad, propiciar el aprendizaje y la colaboración de los estudiantes.
- Laboratorios de Aprendizaje
- Áreas Sociales / Galería
- Cafeterías
- Canchas
- Gimnasio
- Boutique
- Food Trucks
- Áreas de Recreación

Edificio AULAS I Edificio construido en el año 2006, siendo el primer edificio de Aulas de la Fase 1 del Campus Urbano. Cuenta con 4 Niveles de aulas, además de oficinas administrativas, sala de conferencias, áreas recreativas, además de estacionamiento en el sótano. Se localiza el Laboratorio de Transformación en el primer Piso y el Laboratorio de Aprendizaje 1 en el segundo piso, así como el área de Asesores a nivel Posgrado.
Edificio AULAS II Edificios remodelados en el año 2005, con los que dio inicio la Edificación de la Fase 1. Esta serie de edificios cuentan con 3 niveles, aulas, estacionamiento, baños, área administrativa, servicios estudiantiles, cafetería, Laboratorio de Aprendizaje 2, área de Asesores a nivel Carreras Profesionales, etc.
Edificio AULAS III Edificio construido en el 2007 siendo el edificio de aulas más innovador y funcional. Ya que cuenta con aulas y laboratorios para las carreras de química, mecatrónica, ingeniería civil, arquitectura, hotelería y gastronomía. Cuentan con 6 cocinas industriales, cuartos de prácticas para hotelería, laboratorios de calidad de materiales, laboratorio de Aprendizaje 3 Savater, salones de dibujo, maquetas, exposiciones, laboratorio de química, microbiología y un laboratorio de servicios a la industria, además de áreas administrativas y un estacionamiento en el sótano.
Edificio RAYÓN. Este edificio fue totalmente reconstruido por la U-ERRE, ya que está protegido por el INAH. Ahí se albergan diversas Oficinas administrativas y de atención a alumnos. Espacios como Biblioteca Central, Sala de estudio y preparación de exposiciones, Becas, Admisiones, Control Escolar, Tesorería, Servicios Escolares y Promoción son los que alberga tan histórico Edificio. En el piso 8 y 9 se localiza el nuevo Laboratorio de Activación.

## Egresados notables
- Rodrigo Medina de la Cruz, exgobernador Constitucional del Estado de Nuevo León
- Felipe de Jesús Cantú Rodríguez, exalcalde de la Ciudad de Monterrey
- Víctor Fuentes Solís, exsenador.
- Adal Ramones, comediante y actor.
- Hernán Galindo, director de teatro
- Hugo Valdés Manríquez, escritor notable.
- Adalberto Arturo Madero Quiroga, exalcalde de la Ciudad de Monterrey
- Javier Laynez Potisek, Ministro de la Suprema Corte de Justicia de la Nación (SCJN)
- Rocío Heredia, Artista Visual
- Mario Ortega, Periodista, Locutor de Radio y Televisión
- Kelvin Guzmán Rojas, Campeón anotador histórico de la selección de básquetbol (actualmente retirado)
- Adrián Marcelo Moreno Olvera, Comediante.